# Pafawag 4E/HCP 303E

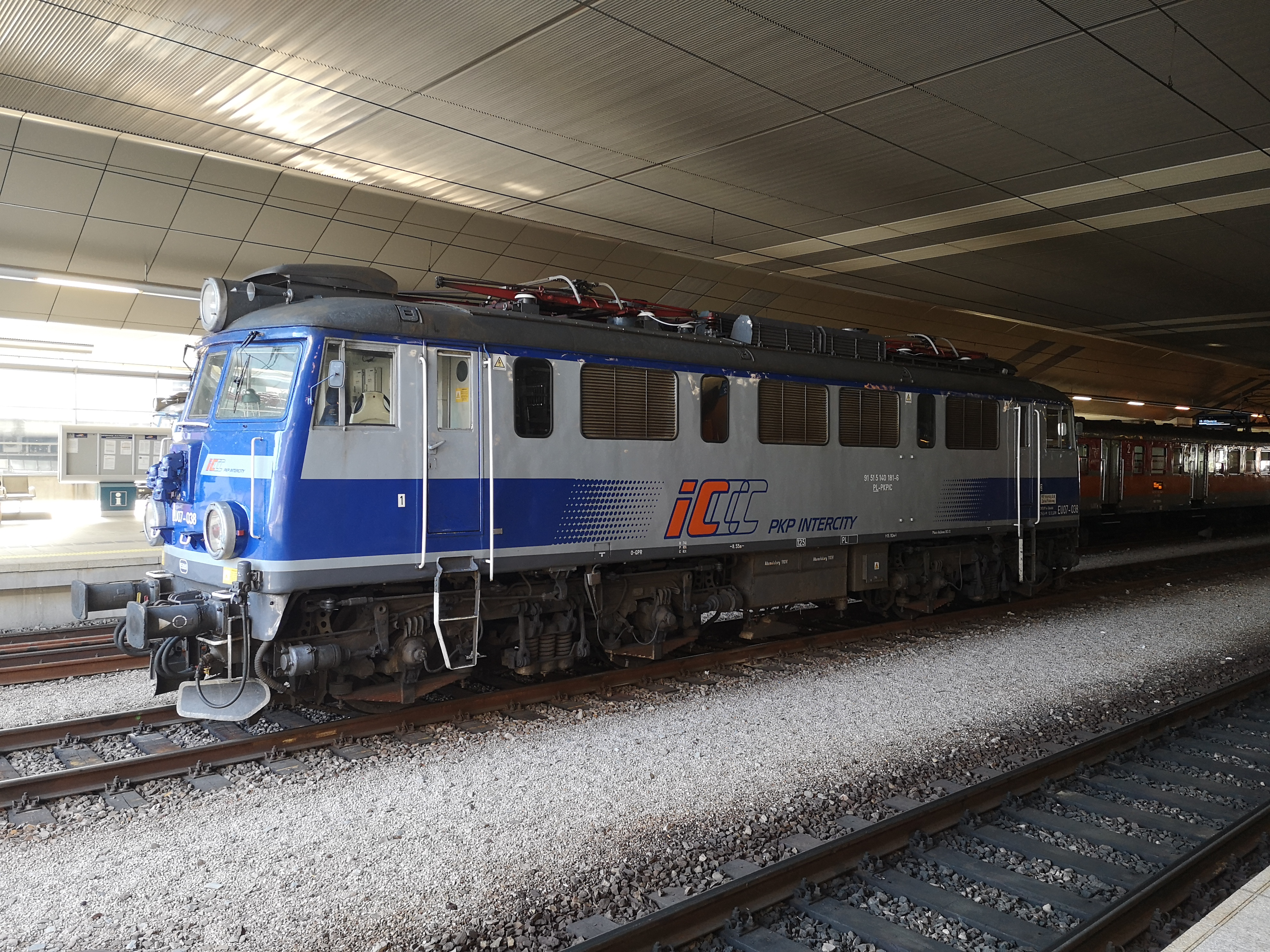
EU07-038 odstawiona na stacji Kraków Główny

EU07 (typy 4E, 4Ea, 303E, 303Eb i 303Ec) – seria normalnotorowych uniwersalnych lokomotyw elektrycznych, głównie wykorzystywanych do przewozów pasażerskich, a także towarowych. Produkowana była w zakładach Pafawag we Wrocławiu oraz HCP w Poznaniu na angielskiej licencji English Electric na podstawie dokumentacji lokomotywy EU06 w latach 1964–1974 i 1983–1992. Przez miłośników kolei i kolejarzy nazywana jest "siódemką".

## Historia
Produkcja tych lokomotyw rozpoczęła się w 1963 roku w Pafawagu z fabrycznym oznaczeniem 4E. Lokomotywy te są prawie identyczne z lokomotywami EU06 produkcji angielskiej (przede wszystkim przeliczono wymiary elementów na metryczne i zaokrąglono wartości). Dokonano niewielu ulepszeń w stosunku do poprzednika, a najważniejsze z nich to ogrzewanie kabiny maszynisty napięciem bezpośrednio z sieci trakcyjnej 3000 V, a nie jak w pierwowzorze 110 V z przetwornicy. Produkcja tego typu trwała do roku 1974, zaprzestana na rzecz lokomotyw ET22. Wyprodukowano łącznie 240 sztuk tych elektrowozów (pierwotnie planowano wyprodukowanie 300 szt. lokomotyw EU07 typu 4E).
W latach 1976–1977 do serii EU07 włączono 4 lokomotywy serii EP08 (numery od EP08-002 do 005; typ 4Ea) uprzednio przebudowując je na typ 4E. Lokomotywy te otrzymały nowe numery od EU07-241 do 244.
W roku 1983 podjęto ponownie produkcję lokomotyw EU07, tym razem w zakładach HCP w Poznaniu (Pafawag w dalszym ciągu produkował ET22; zaprzestano produkcji ET41 w HCP). Nowy typ EU07 został skonstruowany na podstawie dwuczłonowej lokomotywy ET41 (typ 203E), która wywodziła się z typu 4E. W nowej EU07 pojawiło się wiele modyfikacji i nadano jej nowe fabryczne oznaczenie – 303E. Lokomotyw tego typu wykonano łącznie 243 (numery 301-543). Produkcję seryjną kontynuowano aż do roku 1992. W modelu 303E nie usunięto paru względnie przestarzałych już wtedy rozwiązań, polegających na osadzeniu pudła na ramie za pomocą belki bujakowej, przy której wózki elektrowozu są sztywno osadzone w ramie oraz zastosowaniu rozruchu oporowego. Zastąpiono natomiast dotychczasowe pudła samonośne pudłami z ostojnicą i bocznymi ścianami ryflowanymi, zamontowano również większe zgarniacze pod czołownicą. Nowe „siódemki” są ponadto przystosowane do zabudowania sprzęgu samoczynnego. W latach 1990–1994 dokonano także przebudowy na lokomotywy EU07 trzech członów elektrowozów ET41, wyposażając je w dodatkową kabinę (lokomotywy EU07-537, 544 i 545).

## Konstrukcja
EU07 ma kabiny na obu czołach lokomotywy oraz gniazda sterowania ukrotnionego, dzięki czemu możliwe jest prowadzenie dwóch sprzęgniętych lokomotyw tego samego typu sterując obiema lokomotywami z pierwszej kabiny. Jednak z powodu pewnych zmian, lokomotywy serii 303E mogą być łączone tylko z innymi maszynami serii 303E, natomiast 4E można łączyć tylko z elektrowozami serii 4E. Wyjątkiem są EU07 od numeru 241 do 244 które można łączyć tylko z EP08 – są to bowiem lokomotywy typu 4Ea (EP08 nr 002-005) wyposażone w ułożyskowanie ślizgowe, które okazało się nieodpowiednie dla założonej prędkości eksploatacyjnej „ósemek”, w związku z czym przemianowano je na EU07.
EU07 mają rozruch oporowy – regulacja napięcia na wirnikach silników następuje przez szeregowe włączanie lub wyłączanie rezystorów z obwodu oraz szeregowe lub równoległe łączenie grup silników trakcyjnych (po 2 silniki połączone szeregowo w grupie). Równolegle do części oporów rozruchowych włączane są silniki wentylatorów chłodzących zespół rezystorów, co zapewnia uzależnienie ich obrotów od prądu rozruchu i daje charakterystyczny dla tej serii hałas przy ruszaniu. Ze względu na straty energii oraz możliwość termicznego uszkodzenia zespołów rezystorów trwałymi pozycjami do jazdy są pozycje bezoporowe – najpierw szeregowa, następnie równoległa, z możliwością bocznikowania uzwojeń stojana w celu zwiększenia prędkości obrotowej silników trakcyjnych kosztem momentu obrotowego. EU07-001 miała dodatkowo rozruch samoczynny.
W lokomotywie wykorzystano elektryczne silniki trakcyjne typu EE-541A o napięciu znamionowym 1500 V. Izolacja tych silników wykonana jest w klasie H (dopuszczalna temperatura pracy 180 °C) na podłożu silikonowym. Każdy silnik ma 4 bieguny główne i 4 komutacyjne oraz uzwojenie kompensacyjne w nabiegunnikach głównych. Uzwojenie takie jest niezbędne przy tak dużym osłabieniu strumienia magnetycznego wzbudzenia silnika, które wynosi w tym silniku aż 77,5%. Silniki trakcyjne są również całkowicie odsprężynowane w wózkach lokomotywy z przeniesieniem napędu na wał drążony i sprzęgła typu Alsthoma. Należą one do względnie nowoczesnych silników trakcyjnych, o czym m.in. może świadczyć mała masa jednostkowa silnika, wynosząca 8,4 kg/kW. Napięcie rozrządu to 110 V prądu stałego, liczba stopni osłabienia pola wynosi 6. Zastosowano rozrząd indywidualny za pomocą styczników o napędzie elektropneumatycznym.

### Różnice pomiędzy typami303Ei4E

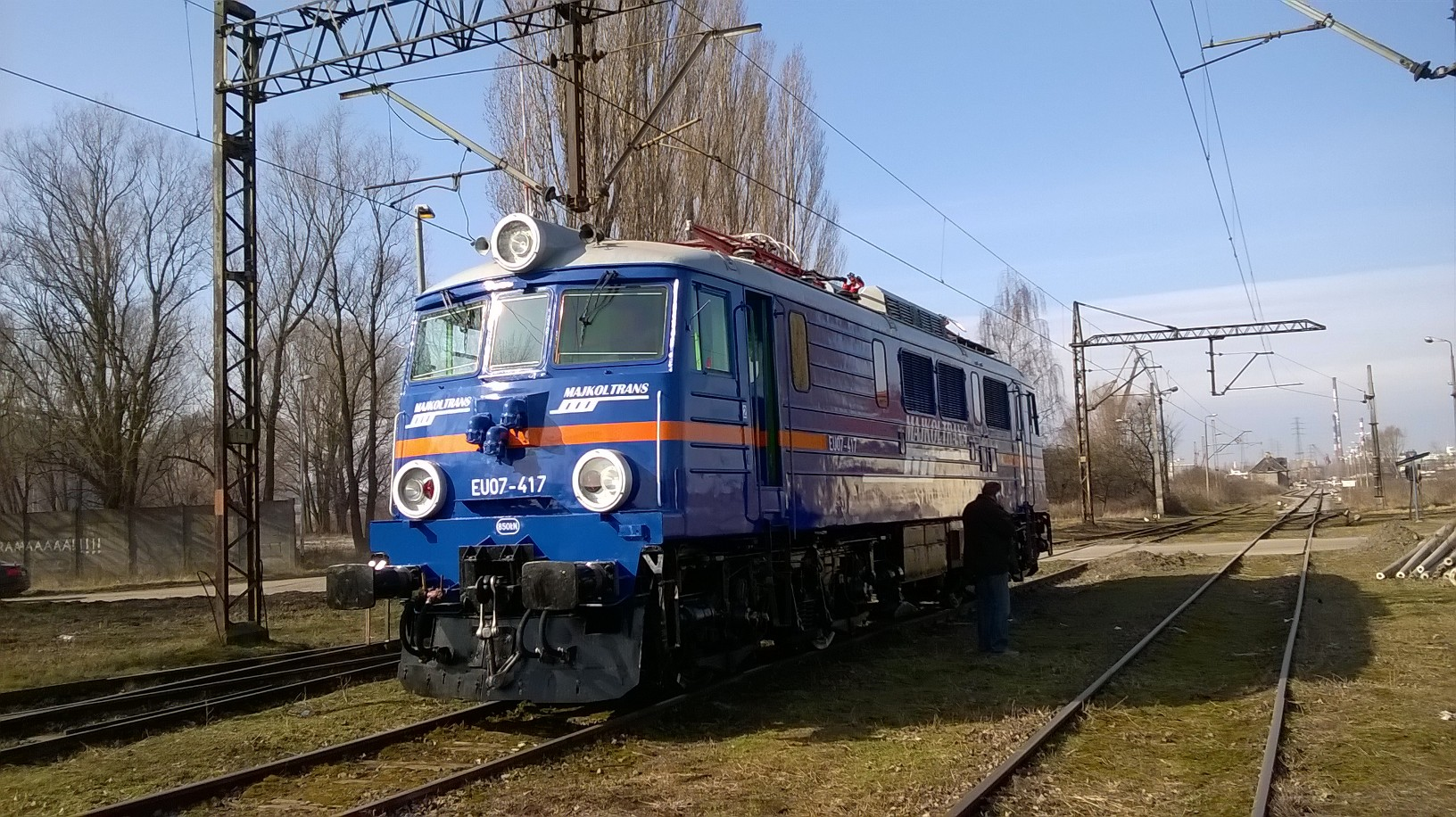
Elektrowóz typu 303E Majkoltransu

- zmiana rozrządu (przez co jazda w trakcji ukrotnionej jest możliwa tylko w obrębie jednego typu: 4E lub 303E)
- typ 303E ma ryflowane blachy poszycia (pudło samonośne jako element konstrukcyjny)
- masa: 80 t (4E), 83,4 t (303E)
- długość: 15 915 mm (4E), 16 235 mm (303E – pudło samonośne z ostojnicą, przystosowane do montażu sprzęgu samoczynnego)

## Eksploatacja
Lokomotywy te zaprojektowane były do prowadzenia pociągów pośpiesznych o masie do 700 t z prędkością maksymalną 125 km/h albo lekkich pociągów towarowych o masie do 2000 t, z prędkością maksymalną 70 km/h, stąd ich uniwersalny charakter (EU – czyli elektryczna, uniwersalna). 
Od roku 1995 w różnych zakładach naprawczych, lokomotywy EU07 były przebudowywane. Zmieniane było przełożenie przekładni. Przebudowane lokomotywy oznaczono jako EP07 bez zmiany numeru inwentarzowego. Zmiana konstrukcyjna miała na celu wydłużenie czasu użytkowania silników trakcyjnych, poprzez zmniejszenie obrotów wałów silników przy wyższych prędkościach lokomotywy. 
W 2007 roku część lokomotyw EU07 przeszła na własność Oddziału Przewozów Międzywojewódzkich spółki PKP Przewozy Regionalne Sp. z o.o. Ulepszone lokomotywy otrzymały oznaczenia EP07 i numery taborowe od 1001 wzwyż. Zmiany polegały na usunięciu gniazd sterowania wielokrotnego. Wraz z wydzieleniem Oddziału Przewozów Międzywojewódzkich ze spółki Przewozy Regionalne, wszystkie lokomotywy przeszły w użytkowanie spółki PKP Intercity. W grudniu 2009 PKP Intercity dysponowało 325 lokomotywami serii EU/EP07.

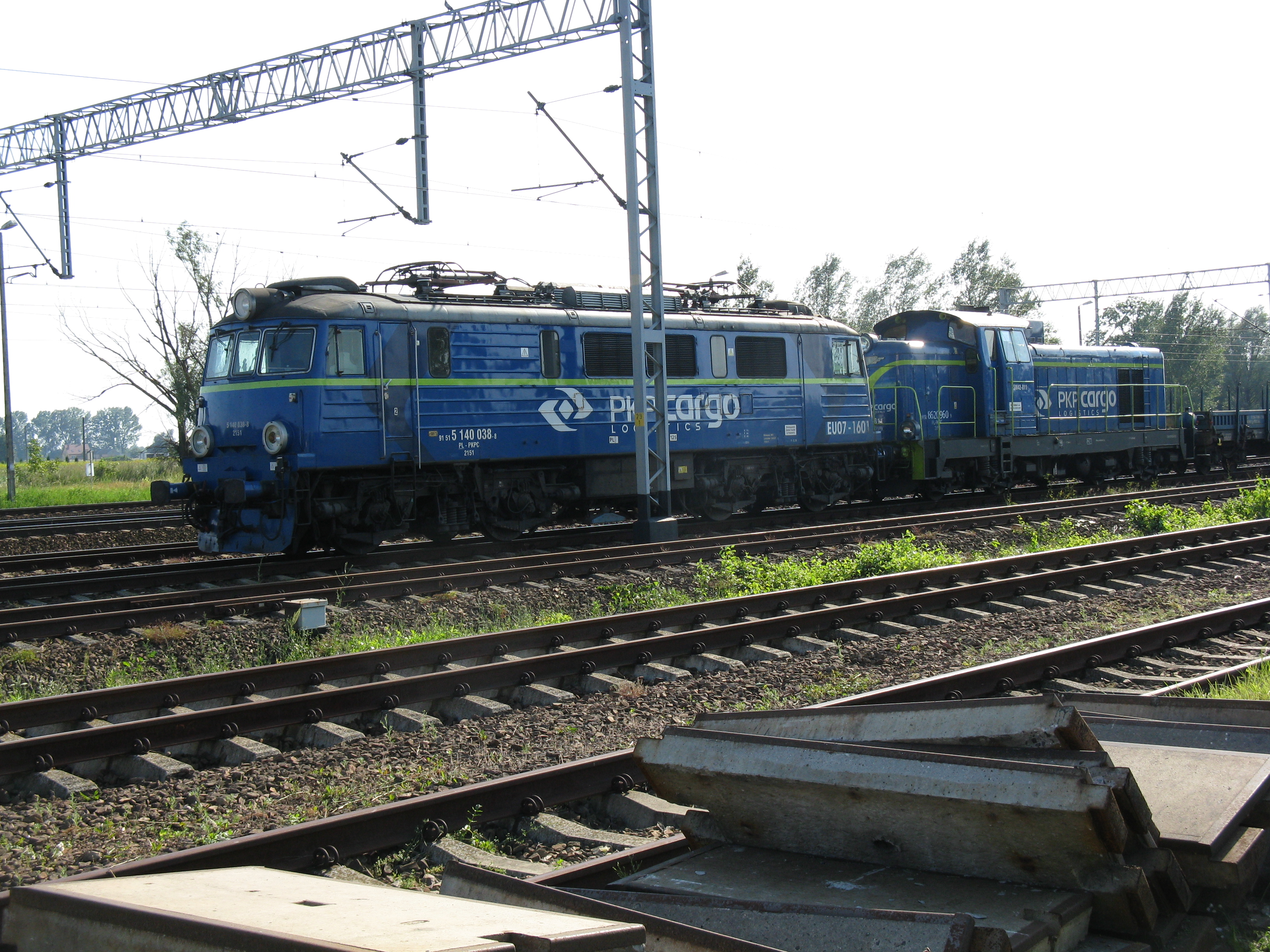
Zmodernizowana lokomotywa EU07-1601 użytkowana przez PKP Cargo

Od 2011 roku zmodernizowano 24 szt. lokomotyw serii EU07 dla PKP Cargo. Lokomotywy te otrzymały nową numerację od 1501 wzwyż. Są to dwa typy: wersja 303Eb zakłada m.in. podniesienie ergonomii pracy maszynisty, czyli zabudowanie klimatyzacji, regulacji oświetlenia i urządzeń łączności z pociągiem. Następuje także modyfikacja pulpitów, zabudowa funkcjonalnych foteli, wycieraczek sterowanych elektrycznie oraz zapewnienie izolacji termicznej i akustycznej kabiny. Zamontowano zmodernizowane silniki trakcyjne oraz nowoczesny prędkościomierz zgodny z ETCS. Zabudowano również dodatkową przetwornicę do zasilania elektronicznych urządzeń pokładowych oraz odłączniki silników trakcyjnych z kabiny maszynisty.
Natomiast druga wersja 303Ec otrzymała dodatkowo zabudowę szaf elektrycznych wysokiego i niskiego napięcia, produkcji ZNLE Gliwice. Konstrukcja szafy wysokiego napięcia oparta została na stycznikach elektrycznych sterowanych elektronicznie. Do tego dochodzi także komputerowy system sterowania i diagnostyki, panele operatorskie w kabinach oraz nastawnik jazdy typu joystick – zamiast nastawnika typu kierownica.

Od przełomu lat 2011–2012 Tabor Szynowy Opole zakupił i zmodernizował 9 lokomotyw EU07 oraz 2 sztuki lokomotyw EP07, eksploatowanych wcześniej przez PKP Intercity. 2 sztuki lokomotyw EP07 przebudowano na EU07, mimo iż lokomotywy EP07 zachowują większą trwałość ze względu na zmniejszone obroty silników trakcyjnych. W ramach napraw głównych wymieniono wszystkie zużyte elementy zachowując jednak ułożyskowanie ślizgowe wału drążonego, a w przypadku 2 EP07 dokonano zmiany stosunku przekładni. Kabina maszynisty została wyposażona w nowe fotele oraz nową izolację termiczną i akustyczną. Wszystkie lokomotywy zostały zmodernizowane w ZNTKiM Gdańsk oraz ZNTK Oleśnica.

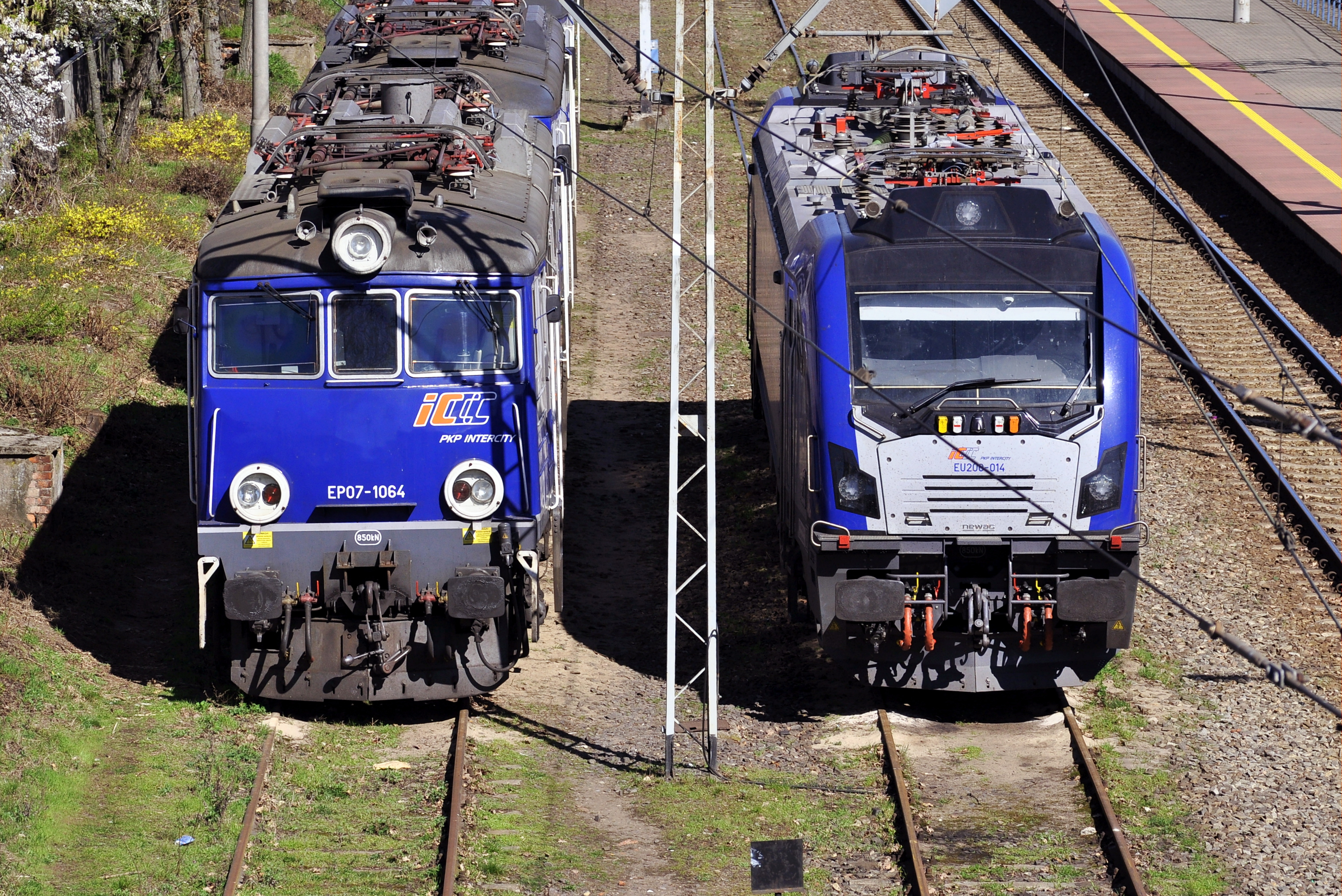
Po modernizacji jako EP07-1064 w sąsiedztwie EU200-014

Od połowy 2011 roku część lokomotyw typu 4E (do numeru inwentarzowego EU07-244) została wyróżniona przez PKP Polskie Linie Kolejowe jako seria EU07E, dla odróżnienia lokomotyw o nacisku osi poniżej 20 ton (nadających się do eksploatacji na liniach klasy C). Część lokomotyw otrzymała następnie dodatkowe oznaczenie literą E po numerze.
Część lokomotyw jest eksploatowana poza grupą PKP. W 1999 roku Przedsiębiorstwo Materiałów Podsadzkowych Przemysłu Węglowego, oddział w Zabrzu za pośrednictwem ZNTK Lubań Śląski kupiło wycofaną lokomotywę EU07-125. Otrzymała ona oznaczenie serii 4E i numer 4E-004. W 2011 roku eksploatowana była przez DB Schenker Rail Polska, gdzie pracowała do 2012 roku. W 2012 roku została odkupiona przez Wiskol i przeszła naprawę piątego poziomu utrzymania w ZNTKiM Gdańsk. W 2011 roku spółka PHU Lokomotiv odkupiła od PKP Intercity 5 lokomotyw i używała je do ruchu towarowego.

### Pojazdy pokrewne
- EU06 – protoplasta serii, zbudowana w Anglii (cała seria)
- EP07 – wersja pasażerska
- EP08 – wersja pasażerska ze zmienionym ułożyskowaniem wału.
- EU07A – wersja z silnikiem asynchronicznym
- ET41 – lokomotywa dwuczłonowa
- ET22 – lokomotywa towarowa, oparta w dużej mierze na EU07